# Phymatolithon brunneum
Phymatolithon brunneum Y.M.Chamberlain, 1994  é o nome botânico  de uma espécie de algas vermelhas  pluricelulares do gênero Phymatolithon, subfamília Melobesioideae.
- São algas marinhas encontradas na Europa (Reino Unido e França).

## Sinonímia
- Não apresenta sinônimos.